# Carmen María Gallardo Hernández
Carmen María Gallardo Hernández (San Salvador, 28 de noviembre de 1949) es una diplomática salvadoreña . La carrera de Gallardo Hernádez la ha consolidado como una figura destacada y defensora de las relaciones tanto bilaterales como multilaterales. Ha ocupado puestos diplomáticos clave en el extranjero y ha desempeñado una amplia variedad de funciones de representación en las Naciones Unidas y otras organizaciones internacionales.

## Educación
La embajadora Gallardo Hernández pasó la mayor parte de sus años escolares en París (Francia) y obtuvo el bachillerato francés en Filosofía y Letras.
Después se trasladó a Ginebra, donde obtuvo una licenciatura en Traducción (inglés, español y francés) y un máster en Interpretación Parlamentaria en la Universidad de Ginebra.
Gallardo Hernández se licenció en Psicología Clínica en la Universidad Iberoamericana en Ciudad de México. 
Domina el francés, el inglés y el español, y también domina el italiano y el alemán. 

## Carrera diplomática
- De 1992 a 1994 fue nombrada embajadora de El Salvador y delegada permanente ante UNESCO.[1]
- En 1993,  fue campeona  del 'Cultura de Paz' organizando, entre otras cosas, el primer Foro Internacional de Cultura de Paz en San Salvador.
- De 1994 a 1995 fue nombrada simultáneamente embajadora en Francia y embajadora no residente en  Portugal; continuando como Delegada Permanente de El Salvador ante la UNESCO.
- De 1995 a 1996 fue Directora Ejecutiva de la Fundación Salvadoreña para la Paz (FUNDAPAZ), una ONG creada tras los  Acuerdos de Paz de Chapultepec que pusieron fin a los 12 años de guerra civil de El Salvador  en 1992.[2]
- De 1998 a 2003, participó en la política nacional (El Salvador).
- Redactó artículos en la revista 'Entorno' de la Universidad Tecnológica de El Salvador.[3]
- De 1996 a 2004, fue columnista de asuntos internacionales para La Prensa Gráfica y El Diario.
- De 2003 a 2004, fue Coordinadora de Cooperación Internacional de la Corte Suprema de Justicia de El Salvador.
- De 2004 a 2010, Gallardo Hernández fue embajadora y representante permanente de El Salvador a las Naciones Unidas en Ciudad de Nueva York.[4]
- De 2012 a 2014 fue elegida para el consejo Municipal de San Salvador como encargada de cooperación internacional.
- De 2014 a 2016, fue embajadora y representante permanente ante las organizaciones internacionales en Viena, incluida la Oficina de ONU Contra la Droga y el Delito (UNODC).
- Desde agosto de 2016, ejerce simultáneamente como embajadora en Francia (por segunda vez) y embajadora no residente a Portugal, Mónaco y Argelia.

### Multiculturalismo
La visión del mundo de Gallardo Hernández se basa en el  multilateralismo. A lo largo de su carrera, se ha involucrado en diversos proyectos con el objetivo de acercar y potenciar los valores humanitarios a través de la educación, la cultura y el intercambio de conocimientos.
Estos compromisos mucho han sido inspirados en la transición dinámica de violencia a una 'Cultura de Paz' en El Salvador. Particularmente, Gallardo Hernández tiene un interés apasionado en descubrir maneras nuevas para implicar juventud y mujeres en la paz que construye procesos. Cree que no es sólo crucial para paz sostenible pero es inestimable para ellos para lograr sus objetivos personales y aspiraciones en vida.

#### Nueva York (2004–2010)
De 2004 a 2010, Gallardo Hernández fue embajador y representante permanente de El Salvador ante las Naciones Unidas en la ciudad de Nueva York. Al hacerlo, se convirtió en la primera mujer diplomática de El Salvador.
Durante su mandato, formalizó el registro de El Salvador como País Contribuyente de Tropas (TCC) y se desempeñó como:
- Presidente del Programa de las Naciones Unidas para el Desarrollo (PNUD) y de la Junta Ejecutiva del Fondo de Población de las Naciones Unidas (FPNU).
- Vicepresidente de la recién creada Comisión de Consolidación de la Paz de la ONU.
- Presidenta de la Comisión de la Condición Jurídica y Social de la Mujer de las Naciones Unidas (UNCSW).
- Vicepresidente del Consejo Económico y Social de las Naciones Unidas (ECOSOC) .
- Vicepresidente de la Asamblea General de las Naciones Unidas .
- Vicepresidente de la Comisión de Consolidación de la Paz de las Naciones Unidas (PBC).
- Miembro de la junta del Instituto East West .

#### Viena (2014–2016)
Como Embajadora y Representante Permanente ante las organizaciones internacionales en Viena, Gallardo Hernández se desempeñó en una amplia gama de funciones:
- Miembro de la junta representante por El Salvador en la Oficina de las Naciones Unidas contra la Droga y el Delito (UNODC).
- Fue nombrada coordinadora latinoamericana de la conferencia UNGASS (Nueva York 2015).
- Presentó a El Salvador como miembro de la Academia Internacional Anticorrupción (IACA).
- Consejera representante por El Salvador en la Comisión de Prevención del Delito y Justicia Penal .
- Formalizó la membresía de El Salvador a la Comisión de las Naciones Unidas sobre la Utilización del Espacio Ultraterrestre con Fines Pacíficos (COPUOS).
- Durante este tiempo, Gallardo Hernández fue simultáneamente Embajador de El Salvador ante la ONU en Viena, Embajadora en Austria y Embajadora no residente en Eslovaquia, Croacia, Hungría, Rumania y Bulgaria.[4]

#### París (2016–2019)
Mientras residía en París como Embajadora en Francia y Delegada Permanente ante la UNESCO, Gallardo Hernández ayudó en la elección de El Salvador para la Junta Ejecutiva de la UNESCO después de 32 años de membresía previa como estado miembro.
Gallardo Hernández participó plenamente en el proceso conceptual y aseguró el apoyo financiero del programa 'Cultura de Paz'. Luego abogó por el programa ante el Consejo Ejecutivo de la UNESCO, recibiendo su pleno apoyo junto con el del Director General Federico Mayor Zaragoza .
Entre otros, el programa se inició en su país natal, El Salvador.
Durante su mandato en la UNESCO, Joya de Cerén se incorporó como el primer Patrimonio de la Humanidad de El Salvador.

### Asignaciones diplomáticas bilaterales
De 1993 a 1994, Gallardo Hernández fue embajador en Francia, Portugal y Mónaco.
De 2014 a 2016, fue embajadora en Austria y embajadora no residente en Bulgaria, Croacia, Eslovaquia, Hungría y Rumanía.
Desde agosto de 2016, Gallardo Hernández vive en París, ejerciendo como embajadora en Francia, por segunda vez. Al mismo tiempo, es embajadora no residente en Mónaco, Portugal y Argelia.

## Honores y premios
El embajador Gallardo Hernández ha recibido numerosos reconocimientos a lo largo de los años, entre los que se incluyen haber sido nombrado "Profesional del Año" por el Colegio de Abogados de El Salvador en 1997 y un "Doctor Honoris Causa" en Relaciones Internacionales del Universidad Tecnológica de El Salvador en 1998.
Gallardo Hernández también ha sido distinguida con el título de "Dama de Gracia y Devoción" de la Orden Militar Soberano de Malta.